# ABCA7
الكاسيت المرتبط بالـATP العائلة الفرعية A العضو 7 (بالإنجليزية: ATP-binding cassette sub-family A member 7)‏ هو بروتين يُشفر لدى البشر بواسطة الجين ABCA7.

## الوظيفة
البروتين المشفر بواسطة هذا الجين فرد من العائلة الكبيرة من بروتينات
الكاسيت المرتبط بالـATP الناقلة [الإنجليزية] تنقل بروتينات (ABC) مجموعة متنوعة من الجزيئات عبر الأغشية الداخلية والخارجية. تنقسم جينات ABC إلى سبع عائلات فرعية مميزة: ABC1 وMDR/TAP وCFTR/MRP وALD (سوء تغذية الكظرية وبيضاء الدماغ) وOABP وGCN20 وWhite. هذا البروتين عضو من العائلة الفرعية ABC1، ويكوِّن أعضاء هذه العائلةِ الفرعيةِ العائلةَ الفرعيةَ الوحيدة من ABC التي تتواجد حصريا لدى حقيقيات النوى متعددة الخلايا. يتواجد هذا الناقل بشكل رئيسي في الأنسجة النخاعية-اللمفية مع تعبير كبير في خلايا الدم البيضاء المحيطية، الغدة الزعترية، الطحال ونخاع العظام. وظيفة هذا البروتين مازالت غير معروفة، لكن يوحي نمط التعبير عنه بأن له دور في استتباب الليبيد في خلايا الجهاز المناعي. ينتج عن الوصل البديل لهذا الجين نظيران بروتينيان.

## الأهمية السريرية
ثبت أن نظائر بروتين ABCA7 المخلة بالوظيفة تُعرض الأفراد للإصابة بمرض آلزهايمر. فقد أظهرت قاعدة البيانات الإيسلندية للجينات المشفرة احتماليةً مضاعفةً لتطوير مرض آلزهايمر حين تتواجد نظائر غير نشطة لجين ABCA7 لدى الأفراد ومن الممكن أن يموت الشخص.

## روابط خارجية
- ABCA7+protein,+human في المكتبة الوطنية الأمريكية للطب نظام فهرسة المواضيع الطبية (MeSH).